# IC 3867
IC 3867 је спирална галаксија у сазвјежђу Береникина коса која се налази на листи објеката дубоког неба у Индекс каталогу.
Деклинација објекта је + 18° 56' 32" а ректасцензија 12h 54m 19,5s. Привидна величина (магнитуда) објекта IC 3867 износи 15,6 а фотографска магнитуда 16,4. IC 3867 је још познат и под ознакама Reiz 2979, NPM1G +19.0332, PGC 87471.